# سلیمان آلاسگاروف (بازیگر)
سلیمان آلاسگاروف بازیگر اهل کشور جمهوری آذربایجان بوده‌است. از فیلم‌هایی که وی بازی کرده‌است می‌توان به فیلم بابک اشاره نمود.